# Sun Tea
"Future Husband" é o quarto episódio da quarta temporada da série de televisão de comédia de situação norte-americana 30 Rock, e o 64.° da série em geral. Teve o seu enredo escrito pela dupla de argumentistas Dylan Morgan e Josh Siegal, e foi realizado por Gail Mancuso. A sua transmissão nos Estados Unidos ocorreu através da National Broadcasting Company (NBC) na noite de 19 de Novembro de 2009 como parte da terceira edição da Semana Verde, uma campanha ambiental anual da emissora. Os actores convidados para o episódio foram Chris Parnell, Bobb'e J. Thompson, Nate Corddry, Marceline Hugot, Tony Torn, Sue Galloway, e Alysia Reiner. O ambientalista Al Gore também participou do episódio desempenhando uma versão fictícia de si mesmos.
No episódio, o estagiário Kenneth Parcell (interpretado por Jack McBrayer) fica encarregue de reduzir a pegada de carbono de todo o pessoal que trabalha para o The Girlie Show with Tracy Jordan (TGS), entrando em confrontos com Jenna Maroney (Jane Krakowski), a estrela do programa. Entretanto, a argumentista-chefe do TGS, Liz Lemon (Tina Fey) toma conhecimento que o seu prédio foi vendido e tenta fazer com que o inquilino do andar de cima se mude para que ela possa ficar com o apartamento dele. Em outros lugares, o executivo Jack Donaghy (Alec Baldwin) e Tracy Jordan (Tracy Morgan) reavaliam a paternidade ao ponto de considerarem fazer vasectomias com o Dr. Leo Spaceman (Parnell).
Em geral, "Sun Tea" deixou os críticos especialistas em televisão do horário nobre com opiniões divergentes. Embora comentários sobre o enredo tenham sido enaltecidos, o episódio foi condenado por ser atípico e ficar aquém do padrão da série. A participação de Al Gore foi criticada por não ter conseguido encaixar com o resto de "Sun Tea," assim como a temática ambiental. Não obstante, a dupla de guionistas venceu um Prémio Environmental Media pelo seu trabalho no argumento. De acordo com as estatísticas publicadas pelo serviço de registo de audiências Nielsen Ratings, o episódio foi assistido em 5,858 milhões de domicílios norte-americanos durante a sua transmissão original, e foi-lhe atribuída a classificação de 2,9 e sete de share por entre os telespectadores do perfil demográfico dos adultos entre os dezoito aos 49 anos de idade.

## Produção

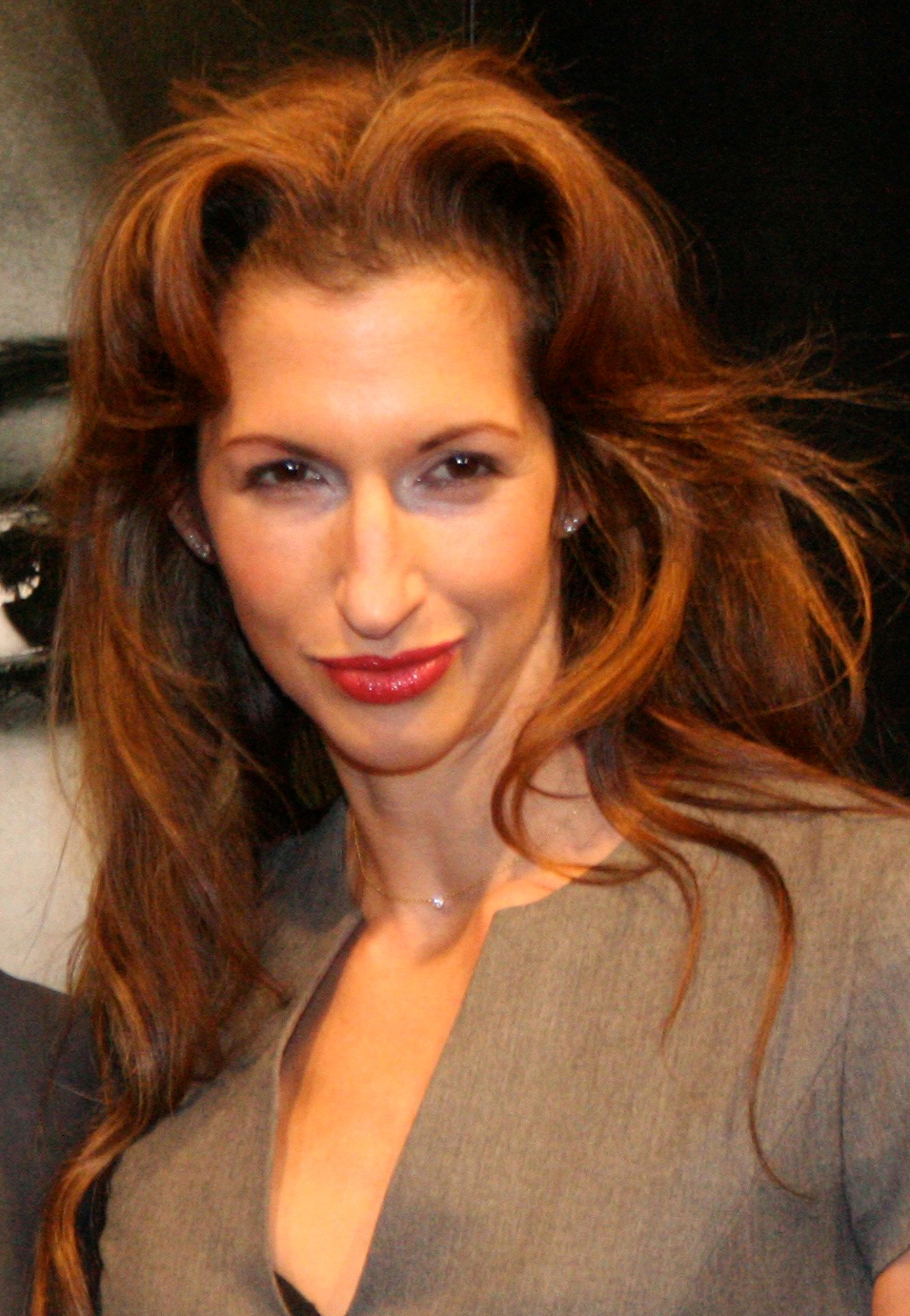
Alysia Reiner fez uma breve participação em "Sun Tea."

"Sun Tea" é o quarto episódio da quarta temporada de 30 Rock. O seu enredo foi co-escrito pela dupla Dylan Morgan e Josh Siegal, ambos co-produtores desta temporada, enquanto a realização ficou sob a responsabilidade de Gail Mancuso. Assim, este foi o primeiro episódio a ter o seu guião escrito por Morgan e Siegal, e o oitavo a ser realizado por Mancuso. "Sun Tea" foi o primeiro episódio de 30 Rock a fazer menção ao Astronauta Mike Dexter, um namorado imaginário perfeito de Liz Lemon. Neste episódio, Dot Com Slattery (Kevin Brown) fingiu ser Mike Dexter, o "namorado negro louco" de Liz, para ajudá-la a tirar Brian do apartamento em cima do seu. Todavia, no episódio seguinte, "Dealbreakers Talk Show #0001," o actor John Anderson viria a dar vida à personagem, que voltaria a ser mencionada mais adiante na temporada. As filmagens para "Sun Tea" decorreram entre 23 de Outubro e 10 de Novembro de 2009 nos Estúdios Silvercup na Cidade de Nova Iorque.
A participação especial do ator Nate Corddry como Brian, um polícia homossexual que é vizinho de cima de Liz Lemon, foi anunciada pela primeira vez em meados de Outubro de 2009. Corddry integrou o elenco principal do seriado Studio 60 on the Sunset Strip que, juntamente com 30 Rock, estreou na programação de 2006-07 da NBC e girava em torno dos acontecimentos nos bastidores de uma série de televisão de comédia. Não obstante, o actor afirmou ser fã de Tina Fey, criadora de 30 Rock. Este episódio marcou ainda a segunda participação de Al Gore, ambientalista e ex-vice-presidente dos Estados Unidos, desempenhando uma versão fictícia de si mesmo em 30 Rock, tendo ele aparecido pela primeira vez na segunda temporada no episódio "Greenzo," que também tinha uma temática ambiental. Na verdade, a última frase dita por Gore em "Sun Tea" foi a mesma dita por ele em "Greenzo": "Quiet! A whale is in trouble. I have to go!" (em português:  "Silêncio! Uma baleia está em apuros. Eu tenho que ir!"). Este episódio marcou também a terceira aparição, assim como a primeira desta temporada, do actor Bobb'e J. Thompson em 30 Rock interpretando Tracy, Jr., filho de Tracy Jordan. Suas aparições anteriores foram em "Gavin Volure" e "The Bubble" na terceira temporada. Outra participação especial neste episódio foi a da actriz de teatro Marceline Hugot representando Kathy Geiss, filha do diretor executivo da General Electric (GE), pela oitava vez. Tony Torn também participou como Bertrum Geiss, o outro filho de Don Geiss que abre um processo judicial contra a sua irmã para assumir o controle do fundo fiduciário da família. Na vida real, Torn é filho de Rip Torn, actor que interpreta Don Geiss em 30 Rock. A actriz Alysia Reiner também fez uma breve aparição como a agente de imobiliário que informa a Liz que o seu prédio está a ser transformado em um condomínio.

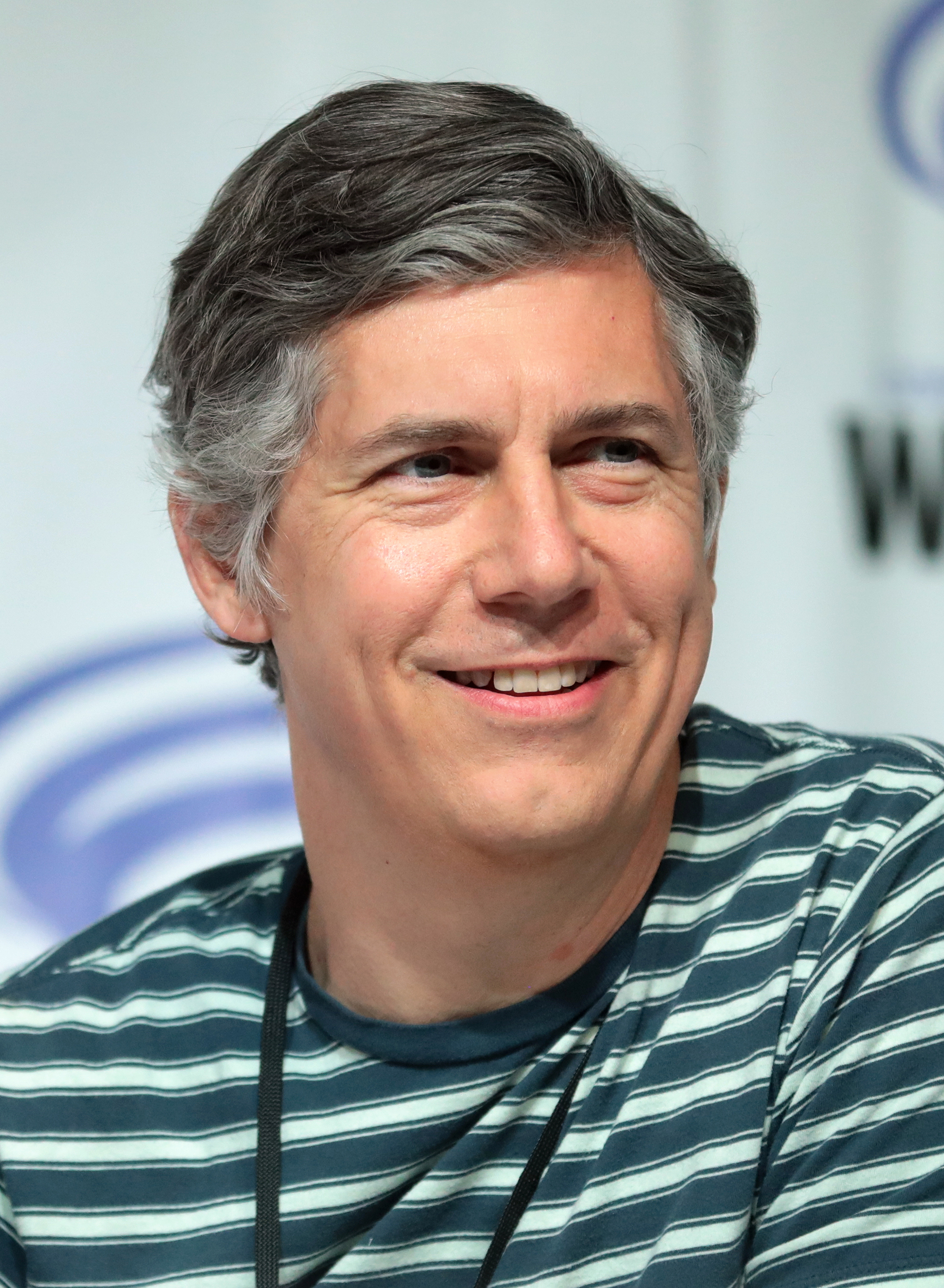
"Sun Tea" marcou a 12.ª participação de Chris Parnell, um antigo membro do elenco do Saturday Night Live, em 30 Rock.

Em "Sun Tea," o actor e comediante Chris Parnell fez a sua 12.ª participação especial em 30 Rock a interpretar o Dr. Leo Spaceman. Parnell já foi integrante do elenco do Saturday Night Live (SNL), um programa de televisão humorístico norte-americano transmitido pela NBC no qual Tina Fey — criadora, produtora executiva e actriz principal de 30 Rock — foi argumentista-chefe entre 1999 e 2006. Vários outros membros do elenco do SNL já fizeram uma participação em 30 Rock. Eles são: Fred Armisen, Kristen Wiig, Will Ferrell, Jimmy Fallon, Amy Poehler, Julia Louis-Dreyfus, Bill Hader, Jason Sudeikis, Tim Meadows, Molly Shannon, Siobhan Fallon Hogan, Gilbert Gottfried, Bobby Moynihan, Rachel Dratch, Will Forte, Jan Hooks, Horatio Sanz, e Rob Riggle. Ambos Fey e Tracy Morgan fizeram parte do elenco principal do SNL, com Fey sendo ainda a apresentadora do segmento Weekend Update. Outros membros da equipa de 30 Rock que trabalharam em SNL são: John Lutz, argumentista entre 2003 a 2010, e Steve Higgins, argumentista e produtor do SNL desde 1995. O actor Alec Baldwin apresentou o SNL por dezassete vezes, o maior número de episódios por qualquer personalidade.
O actor e comediante Judah Friedlander, intérprete da personagem Frank Rossitano em 30 Rock, é conhecido pelos seus bonés de camioneiro de marca registada que usa dentro e fora da personagem Frank. Os chapéus normalmente apresentam palavras ou frases curtas estampadas neles. Friedlander afirmou que ele próprio é quem faz os acessórios. Revelou também que "alguns deles são brincadeiras íntimas, e alguns são simplesmente piadas." A ideia veio do persona de Friedlander nas suas apresentações de comédia stand-up, nas quais os objectos de adorno estão todos estampados com a escrita "campeão mundial" em línguas e aparências diferentes. Em "Sun Tea," Frank usa bonés que leem "sdrawkcaB", "Shark Cop" e "First Class."
Uma cena filmada de "Sun Tea" foi cortada da exibição. Em vez disso, a cena foi incluída no DVD da quarta temporada de 30 Rock como parte do bônus de cenas deletadas. Frank Rossitano é instruído a parar de urinar em potes em seu escritório e forçado a usar o banheiro. Depois de sair de uma das casas-de-banho do Prédio GE, Frank encontra Kenneth e diz a ele: "Eles podem me fazer usar a casa-de-banho, Kenneth, mas NUNCA vão me impedir de comer comida do lixo!" Frank, então, vê um carrinho de zelador e pega um queque de ovo meio comido, ingere-o e vasculha pelo lixo em busca de mais comida. A subtrama deste episódio que revolve em torno de Frank urinando em jarros de vidro foi baseada em uma experiência da vida real testemunhada por Fey no tempo em que trabalhava como argumentista-chefe do SNL. Segundo o explicado pela actriz na sua autobiografia Bossypants (2011), alguns dos seus colegas argumentistas masculinos urinavam em copos ao invés de caminharem até à casa-de-banho, que não estava muito distante da sala deles.

## Enredo

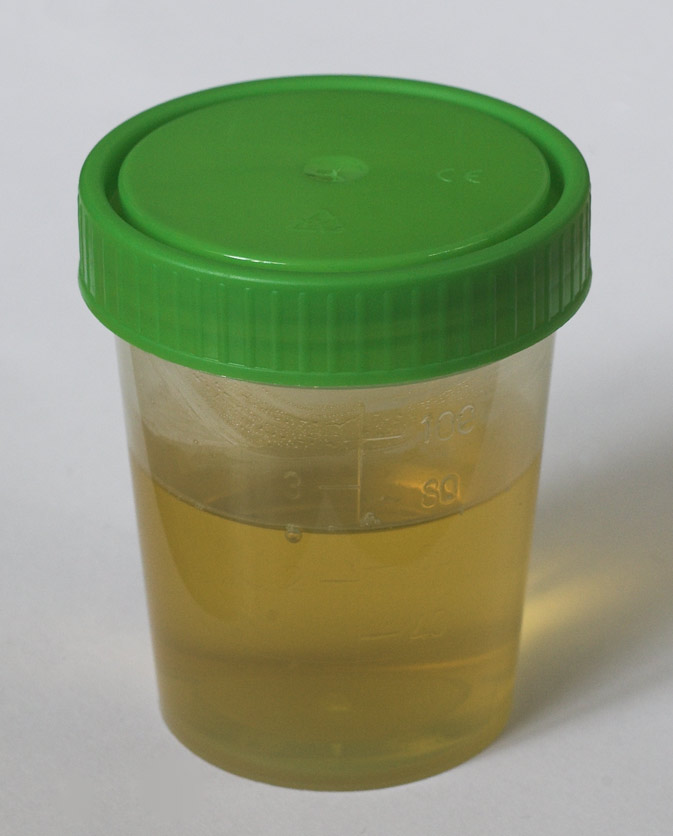
O enredo central de "Sun Tea" gira em torno do uso de jarras de urina como uma boa prática ambiental.

Enquanto dorme no seu sofá com a televisão ligada, Liz Lemon (Tina Fey) é acordada por uma correctora de imóveis (Alysia Reiner) que invade o seu apartamento e dá-lhe a novidade de que o seu prédio está sendo convertido em um condomínio. Então, são-lhe dadas as opções de comprar o seu apartamento ou enfrentar um aumento drástico na renda. Quando vai ao seu trabalho, ela depara-se com o seu colega argumentista Frank Rossitano (Judah Friedlander) no escritório de argumentistas do TGS with Tracy Jordan urinando em uma jarra, um acto que, de acordo com ele, visa produzir "chá de sol." James "Toofer" Spurlock (Keith Powell), colega de escritório de Frank, alega que permite esse comportamento desde que ambos possam usar um casaco da Universidade de Yale como um amortecedor de peidos. Kenneth Parcell (Jack McBrayer), estagiário da NBC encarregue de reduzir a pegada de carbono do TGS with Tracy Jordan em cinco por cento, contra-argumenta com Liz que os hábitos de Frank, embora repugnantes, são na verdade ecologicamente positivos para impedir o aquecimento global, fazendo com que Liz dê a permissão ao seu colega, pois não quer ter de abdicar da sua geleira de escritório. Depois de uma conversa com o seu amigo Jack Donaghy (Alec Baldwin), ela decide comprar tanto o seu apartamento quanto o que está acima dela, para juntá-los e transformá-los na casa dos seus sonhos. No dia seguinte, faz uma visita ao seu vizinho de cima, chamado Brian (Nate Corddry). Ele deixa claro que não aceitará subornos para sair do seu apartamento, e convida Liz a partilhar o apartamento dele com ele, visto que tem dois quartos e cheira a Burger King durante o dia e a Cinnabon à noite. Liz aceita a proposta, alegando querer economizar dinheiro mas, na verdade, tem a intenção de expulsá-lo do apartamento. Liz pede ajuda a Jenna Maroney (Jane Krakowski) e a Tracy Jordan (Tracy Morgan) para idealizarem estratégias de tirar Brian do apartamento, mas todas não são bem sucedidas. Então, vendo-se sem solução, Liz decide adoptar o comportamento de Frank para forçar Brian a sair e finalmente atinge sucesso.
Jack lê nas notícias que o filho de Don Geiss, Bertram Geiss (Tony Torn), está iniciando um processo judicial contra a sua meia-irmã Kathy Geiss (Marceline Hugot) pelo controle da propriedade do pai deles. Isto deixa Jack preocupado com a propriedade do diretor executivo da General Electric. Em simultâneo, é dia de trazer os filhos negros ao trabalho no TGS, e Tracy traz Tracy, Jr. (Bobb'e J. Thompson), assim como Sue LaRoche-Van der Hout (Sue Galloway) que traz a sua filha negra. Tracy fica irritado por não poder contar uma história sobre hobbits e strippers devido à presença do seu filho, culpando o The Cosby Show por ter-lhe enganado acerca da vida como um pai. Em uma conversa com Jack, desabafa sobre o impacto negativo que a paternidade teve na sua vida, ao que Jack acaba concordando pois sente que jamais irá construir uma família. Como resultado, ambos decidem procurar o Dr. Leo Spaceman (Chris Parnell) para fazerem vasectomias. Porém, na sala de espera do médico, Jack apercebe-se da admiração que Tracy Jr. (Bobb'e J. Thompson), filho de Tracy, tem pelo seu pai e, no mesmo momento, após receber a anestesia, Tracy percebe que a sua vida é horrível pois não tem uma filha. Então, Jack entra de rompante na sala de cirurgia do Dr. Spaceman para impedir o procedimento.
No final do episódio, Kenneth recebe conselhos ambientais de Al Gore vestido de contínuo, que lhe diz para reciclar tudo, "inclusive piadas."

## Referências culturais

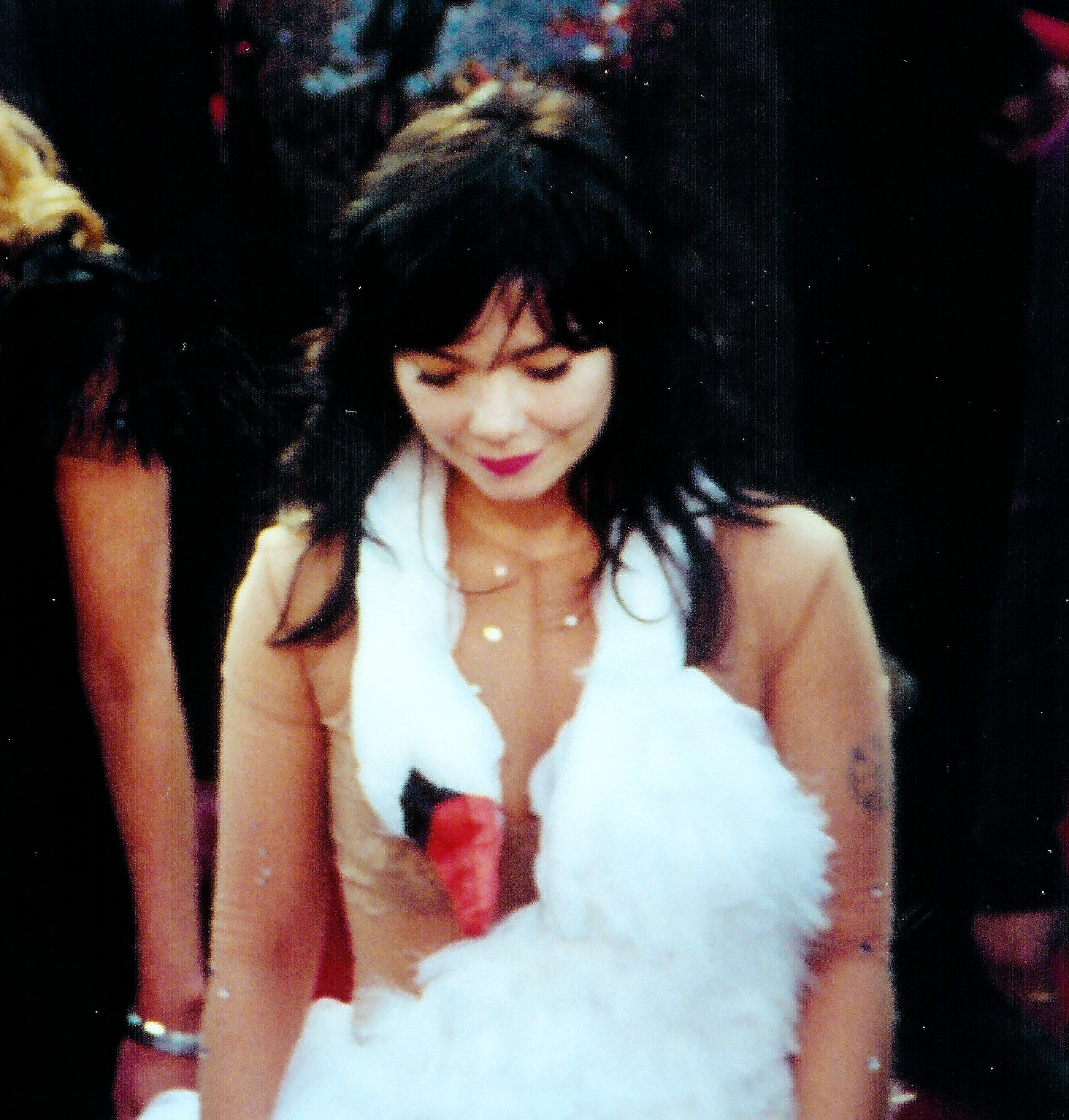
Uma das cenas do episódio fez menção ao vestido de cisne usado por Björk na cerimónia de 2001 dos Prémios da Academia.

### Análises da crítica

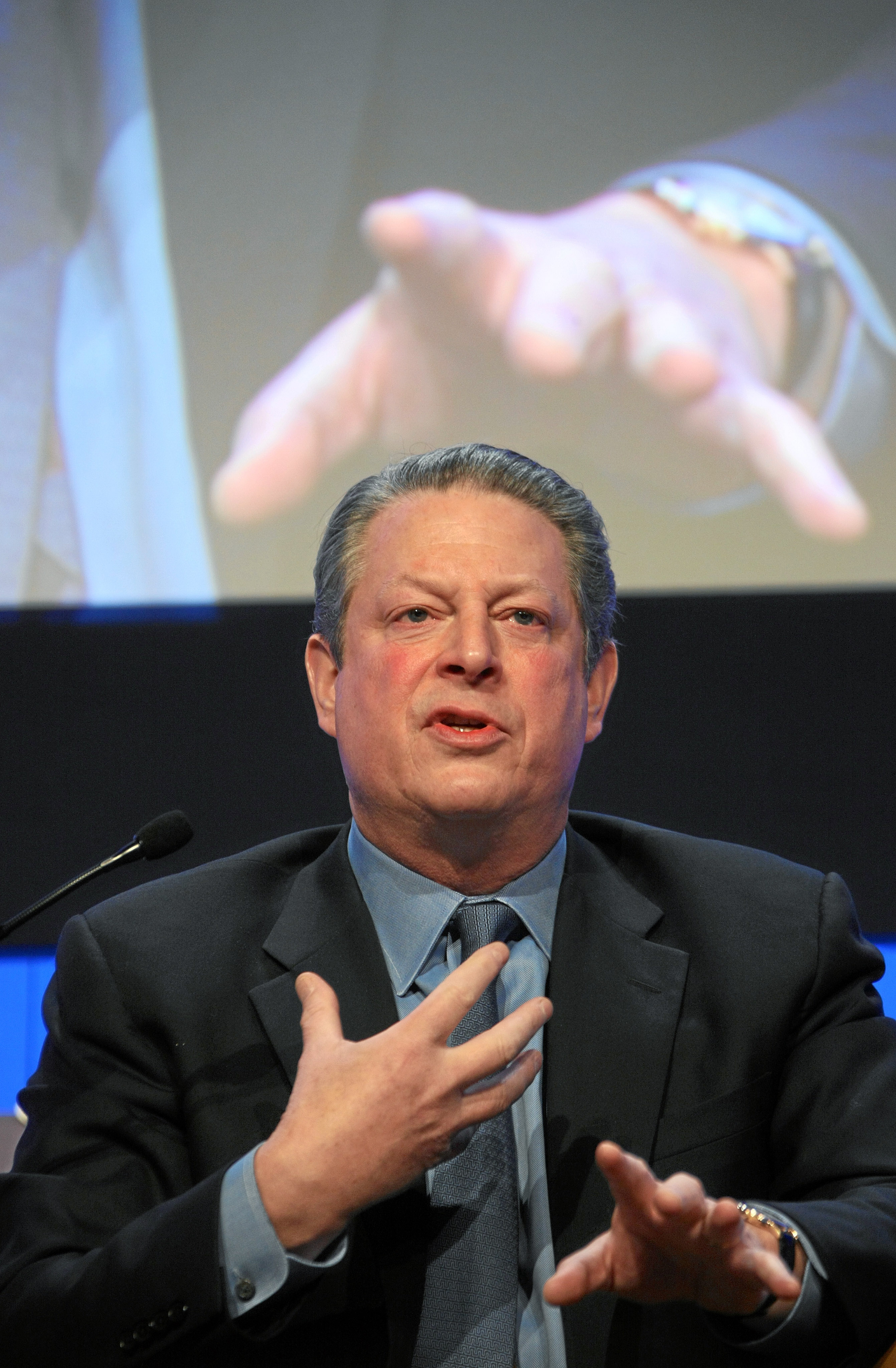
"Sun Tea" foi a segunda participação do ambientalista Al Gore em 30 Rock. A sua aparição gerou opiniões divergentes entre os críticos de televisão.